# Szalárdtelep
Szalárdtelep (románul: Sălard), falu Romániában, Maros megyében.

## Története
Palotailva község része. A trianoni békeszerződésig Maros-Torda vármegye Régeni felső járásához tartozott.

## Népessége
2002-ben 125 lakosa volt, ebből 120 román és 5 magyar nemzetiségű.

## Vallások
A falu lakói közül 115-en ortodox, 2-en római katolikus és 7-en baptista hitűek és 1 fő református.